# 胡臻
胡臻（？—？），山西陽曲人，明朝政治人物。舉人出身。
永樂六年，戊子科山西鄉試中舉，后任工部郎中。